# Střední protigambit
Střední protigambit (ECO C40) je šachové zahájení charakterizované tahy:
1. e4 e5
2. Jf3 d5!?

V tomto zřídka hraném gambitu černý ignoruje napadení svého pěšce a snaží se o okamžité uchopení iniciativy. Výsledkem bývá ostrá hra, pokud ale bílý hraje přesně, černý nemá za obětovaného pěšce dostatečnou náhradu.

## Varianty
3.exd5 e4 (3 ... Dxd5 vyrovnává materiál, ale ponechává bílému velký náskok ve vývinu po 4.Jc3) 4.De2 Jf6 5.d3 Dxd5 6.Jbd2 Se7 7.dxe4 De6 a bílý má pěšce navíc, i když černý je ve vývinu poněkud lepší.
5 ... Se7 6.dxe4 0-0 7.Jc3 Ve8 8.Sd2 Sb4 9.0-0-0 s výhodou pro bílého (de Firmian).
5.Jc3 Se7 6.Jxe4 Jxd5 7.d3 0-0 8.Dd1 Sg4 9.Se2 f5 10.Jg3 Jc6 11.c3 s mírnou výhodou pro bílého jako v partii Salomonsson-H.Sorenson, Malmö 1982 (de Firmian).
6. ... 0-0 7.Jxf6+ Sxf6 8.d4 Ve8 9.Se3 s výraznou převahou pro bílého (de Firmian).
4 ... f5 5.d3 Jf6 6.dxe4 fxe4 7.Jc3 Sb4 8.Db5+ c6 9.Dxb4 exf3 s 10.Sg5 cxd5 11.0-0-0 Jc6 jako v partii Tal-Lutikov, Tallinn 1964 (viz de Firmian) s výhodou pro bílého.
3 ... Sd6 4. d4 e4 5. Je5 Jf6 6. Jc3 0-0 7. Sc4 ..., tady má bílý zřetelnou převahu, ale žádný bezprostřední útok (dle de Firmiana).
3.Jxe5 Sd6 4.d4 dxe4 5.Sc4 Sxe5 6.Dh5 Df6 7.dxe5, zde stojí bílý o něco lépe.
3.d4 může být použito pro neobvyklé pokračování.